# ألبرت أوكسلي
ألبرت أوكسلي (بالإنجليزية: Albert Oxley)‏ (21 أغسطس 1915 في المملكة المتحدة - 1994 في المملكة المتحدة) هو لاعب كرة قدم بريطاني (وحمل سابقاً جنسية المملكة المتحدة لبريطانيا العظمى وأيرلندا) في مركز مهاجم داخلي. لعب مع نادي غيتزهد.

## وصلات خارجية
- ألبرت أوكسلي على موقع قاعدة بيانات كرة القدم.إي يو (الإنجليزية)